# Klen v Krásném Lese
Klen v Krásném Lese je památný strom rostoucí v obci Krásný Les na severu České republiky, ve Frýdlantském výběžku Libereckého kraje.

## Poloha a historie
Obec Krásný Les tvoří zastavěný pás vinoucí se mezi západem a východem podél řeky Řasnice a souběžné silniční komunikace číslo III/2911. Památný strom roste při jižní straně tohoto pásu u místní účelové komunikace a domu číslo popisné 239. V těsném sousedství stromu, severně od něj, je vedena železniční trať číslo 039 spojující Frýdlant přes Nové Město pod Smrkem s Jindřichovicemi pod Smrkem. O prohlášení stromu za památný rozhodl městský úřad ve Frýdlantě, který 27. května 1994 vydal rozhodnutí, jež nabylo účinnosti ke dni 25. června 1994.

## Popis
Památný strom javor klen (Acer pseudoplatanus) dosahuje výšky 23,5 metru a obvod jeho kmene činí 332 centimetrů. Kolem něj je zřízeno ochranné pásmo, jež odpovídá zákonnému předpisu.